# Neolemonniera
Neolemonniera es un género con tres especies de plantas de la familia de las  sapotáceas. Es endémico de África occidental.

## Taxonomía
El género fue descrito por Hermann Heino Heine y publicado en Kew Bulletin 14: 301. 1960.

## Especies aceptadas
A continuación se brinda un listado de las especies del género Neolemonniera aceptadas hasta septiembre de 2014, ordenadas alfabéticamente. Para cada una se indica el nombre binomial seguido del autor, abreviado según las convenciones y usos.
- Neolemonniera batesii
- Neolemonniera clitandrifolia
- Neolemonniera ogouensis